# Patrice Melennec
Patrice Melennec, né le 1er juin 1942 à Quimper, est un acteur français.

## Biographie

### Carrière
Patrice Melennec a joué dans plus de cinquante longs métrages et une quinzaine de courts métrages, travaillant notamment sous la direction de Robert Enrico, Samuel Fuller, Claude Zidi, Jean Becker, Francis Veber, Didier Kaminka, Véra Belmont, Xavier Gélin, Artus de Penguern, Roman Polanski, Ruben Alves ou encore Hugo Gélin.
En 1980, il est le routier psychotique dans Haine de Dominique Goult avec Klaus Kinski et Maria Schneider. À propos de ce film, La Revue du cinéma indique : « Tout le film d'ailleurs est à l'image de ce contraste, de cette irrégularité : les trois acteurs principaux, Kinski, Patrice Melennec et Maria Schneider sont excellents ». Dans son livre Klaus Kinski, Philippe Rège indique pour sa part que « Klaus Kinski, la douce Maria Schneider et le brutal Patrice Melennec parviennent à donner quelque étoffe à leurs personnages ».
En 1982, il fait partie de l'équipe  des cascadeurs de Claude Carliez dans Les Misérables de Robert Hossein. La même année, il est l'un des trois violeurs de L'Été meurtrier de Jean Becker.
En 1983, il tourne avec Gérard Depardieu dans Les Compères de Francis Veber et en 1984 avec Jerry Lewis dans Par où t'es rentré ? On t'a pas vu sortir de Philippe Clair.
En 1985, il tourne sous la direction de Prince dans Under the Cherry Moon. En 1988, il est Pascal dans Frantic de Roman Polanski.
En 1997, il tourne à Rome, à la Cinecittà  dans Marquise  de Véra Belmont , où il incarne le père du personnage de Sophie Marceau. Dans la foulée, il joue dans L'Homme idéal, le deuxième long métrage de Xavier Gélin.
En 2001, il est le grand père dans le film du même nom Grégoire moulin contre l'humanité de Artus de Penguern.
Puis en 2002, il est Max dans L'Amour dangereux de Steve Suissa.
De 2012 à 2019, on le retrouve dans les trois longs métrages de Hugo Gélin :  Comme des frères, Demain tout commence  et Mon inconnue. Il joue aussi dans La Cage dorée de Ruben Alves, pour qui il joue à nouveau dans Miss en 2020.
À la télévision, il a joué dans un grand nombre de séries et téléfilms depuis 1970, sous la direction de Guy Lefranc, Jacques Trébouta, Daniel Moosmann, Yves Allégret, Gilles Grangier, Alexandre Astruc, Claude Boissol, Jean Marbœuf, Claude Goretta, Gilles Béhat, Alain Bonnot, Steve Suissa, Laurent Jaoui, Denis Malleval, Patrick Jamain...

### Premiers pas
Au théâtre, il a débuté en 1968 dans la compagnie du Matin Rouge  de Jean-Pierre Bisson, puis a joué avec Jean-Jacques Aslanian, Jean-Luc Moreau (Viens chez moi, j'habite chez une copine), Daniel Colas, Marc Saez, Alan Rossett, Yvan Garouel et Pol Cruchten (La Chatte sur un toit brûlant).

### Doublage
Il travaille aussi régulièrement dans le monde du doublage, sur des films, des séries télévisées et un très grand nombre de jeux vidéo. Il commence sa carrière en 1986 en doublant des films de série B pour le compte de la société GK Productions. Il prête également sa voix à de nombreux spots publicitaires pour la télévision ou la radio, ainsi que pour des voice over et narrations de documentaires. Il double Robert De Niro en 2022 dans Amsterdam, en remplacement de Jacques Frantz décédé en 2021.

## Théâtre
- 1969 : Le Manteau de Nicolas Gogol, mise en scène Jacques Leclerc, Festival de St Mâlo : Petrovitch
- 1969 : Le Matin Rouge de Jean-Pierre Bisson, mise en scène Jean-Pierre Bisson, Théâtre de Plaisance : Un des gars de la bande
- 1971 : Les Rougon-Macquart de Émile Zola, mise en scène Vincent lo-Monaco, Théâtre de Plaisance : Maxime Saccard
- 1973 : Parenthèses pour une kermesse de Jean-Jacques Aslanian, mise en scène Jean-Jacques Aslanian, Théâtre de Plaisance : Le para
- 1974 : Viens chez moi, j'habite chez une copine de Luis Rego et Didier Kaminka, mise en scène, Jean-Luc Moreau, Studio des Champs Élysées : Roger
- 1975 : Viens chez moi, j'habite chez une copine de Luis Rego et Didier Kaminka, mise en scène, Jean-Luc Moreau, Comédie des Champs Élysées : Roger
- 1976 : Viens chez moi, j'habite chez une copine de Luis Rego et Didier Kaminka, mise en scène, Jean-Luc Moreau, Théâtre Édouard VII : Roger
- 1976 : Viens chez moi, j'habite chez une copine de Luis Rego et Didier Kaminka, mise en scène Jean-Luc Moreau, Théâtre du Gymnase : Roger
- 1977 : Viens chez moi, j'habite chez une copine de Luis Rego et Didier Kaminka, mise en scène, Jean-Luc Moreau, Tournée : Roger
- 1978 : Le Nouveau Locataire d'Eugène Ionesco, mise en scène Pierre Peyrou, Théâtre Présent : le locataire
- 1984 : Repas de famille de Jean Simon, mise en scène Yves Carlevaris, Théâtre de dix heures : Le père
- 1986 : L'Amuse-gueule de Gérard Lauzier, mise en scène Pierre Mondy, Théâtre du palais Royal :  le brigadier de police
- 1991 : Moby Dick de Herman Melville mise en scène Jean-Marie Boyer, Bateau Théâtre :  Starbuck
- 1995 : Le Jockey de Jean-Philippe Ancelle mise en scène Caroline Clerc, Théâtre le Village-Neuilly :  Le Psy
- 1997 : Pudeur et Outrage de Alan Rossett mise en scène Alan Rossett,Théâtre Essaion : L'Américain
- 2002 : Victor Hugo de Victor Hugo, mise en scène Mady Mantelin, Guichet Montparnasse : le lecteur
- 2004 : Le Mariage de Barillon de Georges Feydeau mise en scène Colette Teissèdre, Théâtre du Nord Ouest : Jambart
- 2004 : Putain de Soirée de Daniel Colas mise en scène Daniel Colas, Théâtre du Gymnase Marie Bell : Salepont
- 2005 : Sallam-Chalom deSerge Misraï, mise en scène Jean-Claude de Goros, Théâtre de Puteaux : Mr. Chalom
- 2005 : Les Feux de la Gloire de Marc Saez, mise en scène Marc Saez, Sudden Théâtre : William Skakespeare
- 2006 : La nuit est mère du jour de Lars Norén, mise en scène Yvan Garouel, Akteon Théâtre : Le Père
- 2007 : Sallam-Chalom de Serge Misraï, mise en scène Jean-Claude de Goros, Tournée : Mr. Chalom
- 2008 : Sallam-Chalom de Serge Misraï, mise en scène Jean-Claude de Goros, Tournée : Mr. Chalom
- 2009 : Champagne pour tout le monde de Daniel Colas, mise en scène de Daniel Colas, Théâtre des Mathurins :L'Acteur Colérique
- 2010 : La Chatte sur un toit brûlant de  Tennessee Williams, mise en scène Pol Cruchten, Théâtre National du Luxembourg : Big Daddy
- 2012 : Amour, Gore et Beauté de Marc Saez, mise en scène Marc Saez, Comédie de Paris : William Shakespeare
- 2015 : Sallam-Chalom de Serge Misraï, mise en scène de Jean-Claude de Goros, Tournée : Mr Chalom
- 2016-2017 : Sallam-Chalom de Serge Misraï, mise en scène de Jean-Claude de Goros, Tournée : Mr Chalom

## Filmographie

### Cinéma

#### Longs métrages
- 1974 : Le Secret de Robert Enrico : le gendarme du barrage
- 1974 : Le Protecteur de Roger Hanin : un garde du corps
- 1975 : Rosebud d'Otto Preminger : un journaliste
- 1975 : Soldat Duroc, ça va être ta fête de Michel Gérard : le cuistot de la compagnie
- 1975 : Mais où sont passées les jeunes filles en fleurs ? de Jean Desvilles : Justin, le garde-chasse
- 1975 : Le Futur aux trousses de Dolorès Grassian : un quidam
- 1975 : La Cage de Pierre Granier-Deferre : un pompier
- 1977 : Julia de Fred Zinnemann : l'homme de la Gestapo dans le train
- 1977 : L'Animal de Claude Zidi : l'Agent de police
- 1978 : La Zizanie de Claude Zidi : un des ouvriers
- 1978 : La Carapate de Gérard Oury : un CRS
- 1979 : Trocadéro bleu citron de Michaël Schock : le vendeur de glaces
- 1979 : Ras le cœur de Daniel Colas : le joueur de poker
- 1979 : Haine de Dominique Goult : le camionneur psychotique
- 1980 : Engrenage de Ghislain Vidal : un des truands
- 1981 : Signé Furax de Marc Simenon : le factionnaire
- 1981 : Qu'est-ce qui fait courir David ? d'Élie Chouraqui : le violent de la cabine téléphonique
- 1982 : On s'en fout, nous on s'aime de Michel Gérard : le déménageur
- 1982 : Les Misérables de Robert Hossein : cascadeur (dans l'équipe de Claude Carliez)
- 1982 : L'Été meurtrier de Jean Becker : Pamier
- 1983 : Adieu foulards de Christian Lara : Roger
- 1983 : Goldene Zeiten de Thomas Ziegler : le facteur
- 1983 : Les Compères de Francis Veber : le patron du snack
- 1984 : Les Voleurs de la nuit de Samuel Fuller : Barrot
- 1984 : Par où t'es rentré ? On t'a pas vu sortir de Philippe Clair : le mari jaloux
- 1985 : Vive le fric ! de Raphaël Delpard : le policier homosexuel
- 1985 : Liberty de Richard Sarafian : l'agent de police
- 1986 : Peau d'ange de Jean-Louis Daniel : l'amant
- 1986 : Monte-Carlo de Desmond Davis : le boucher du palace
- 1987 : Under the Cherry Moon de Prince : Larry
- 1988 : Frantic de Roman Polanski : Pascal
- 1989 : Les cigognes n'en font qu'à leur tête de Didier Kaminka : André
- 1990 : Mister Frost de Philippe Setbon : Phil
- 1990 : Uranus de Claude Berri : Montfort
- 1991 : Promotion canapé de Didier Kaminka : le directeur du foyer
- 1991 : Et demain... Hollywood de Jean-François Villemer : le commissaire de police
- 1992 : Loulou Graffiti de Christian Lejalé : le receleur
- 1996 : Les Sœurs Soleil de Jeannot Szwarc : le routier du péage
- 1997 : Marquise de Véra Belmont : Giacomo di Gorla, le père de Marquise
- 1997 : Le Onzième commandement de Mama Keïta : un inspecteur
- 1997 : L'Homme idéal de Xavier Gélin : Yves
- 1998 : Saint-Yves de Harry Hook : Couperin
- 2000 : Le Monde à l'envers de Rolando Colla : le patron du café
- 2001 : Grégoire Moulin contre l'humanité d'Artus de Penguern : grand-père Moulin
- 2002 : L'Amour dangereux de Steve Suissa : Max
- 2012 : Comme des frères de Hugo Gélin : le Vigile
- 2014 : La Cage dorée de Ruben Alves : le promoteur
- 2016 : Demain tout commence de Hugo Gélin : l'agent de sécurité de l'aéroport
- 2019 : Mon inconnue de Hugo Gélin : le gardien de l'Odéon
- 2020 : Miss de Ruben Alves : le patron du Boxing Club
- 2025 : French Lover de Nina Rives : Le chef machiniste

#### Courts métrages
- 1979 : Le Triangle des Bermudes de Dominique Goult : le chef d'escadrille des Avengers
- 1985 : L'Exécutée d'Annick Morice : le bourreau
- 1994 : Le Vendeur de silence de Nabil Ayouch : le voisin irascible
- 1998 : K.O. de Pierre Cognon : le patron du bar
- 1999 : Le Projet de Godwin Djadja : un client du bar
- 1999 : Le Coup du Tatou de Thierry Cretagne : un des truands
- 2000 : le Peloton de David Morlet :  le sergent
- 2000 : La Vie sans secret de Walter Nions de Hugo Gélin : le vigile
- 2002 : À l'abri des regards indiscrets de Hugo Gélin et Ruben Alves : le patron anti-gay
- 2003 : La Visite d'Ethan Reiner : le médecin
- 2004 : La Chepor de David Tessier : le Golden Boy
- 2007 : Initiation au quiproquo de Jean-Cristophe Sanchez :  un barbouze russe
- 2008 : Olds Friends de Thomas Grenier : le patron
- 2013 : Alcool fort de Philippe Guerinel : le patron du bar

### Télévision
- 1974 : Le Secret des dieux de Guy Lefranc : un pilote de chasse
- 1974 : L'Ingénu de Jean-Pierre Marchand : un laquais
- 1974 : Saint-Just et la Force des choses de Pierre Cardinal : un officier français
- 1975 : Marie-Antoinette de Guy Lefranc : Lamballe
- 1975 : La Chasse aux hommes de Lazare Iglesis : le brigadier de Police
- 1975 : La Lune papa de Jean-Paul Carrère : un truand
- 1975 : Château Espérance de Pierre Gautherin : Mounier
- 1975 : Le Mal Joli de Gilles Grangier : Brochant
- 1975 : Commissaire Moulin, épisode La Surprise du chef de Jacques Trébouta : Roger
- 1976 : L'Homme de sable de Jean-Paul Carrère : le promoteur
- 1976 : Rochambeau de Daniel Leconte : un conducteur de chariot
- 1976 : Les Héritiers, épisode Le coup du sénateur de Jacques Trébouta : un gros bras
- 1977 : Un jour...entre chiens et loups de Patrick Saglio : Randanne
- 1977 : La Filière de Guy Lefranc : Stany Cosmin
- 1977 : Noires sont les galaxies, épisode Du côté des étoiles de Daniel Moosmann : l'homme GV
- 1977 : Commissaire Moulin, épisode Le diable aussi a des ailes de Guy Lefranc : Robert
- 1978 : La Nuit de l'été de Jean-Claude Brialy : le paysan méfiant
- 1978 : Médecins de nuit de Philippe Lefebvre, épisode : Michel : l’homme à l’accueil de l’hôpital psychiatrique
- 1978 : Désiré Lafarge de Guy Lefranc : le Barman
- 1978 : Maigret et l'Indicateur d'Yves Allégret : Raoul Comitat
- 1979 : Dernier recours, épisode Cou de taureau de Guy Lefranc : Le Flandrin
- 1979 : L'Enterrement de Mr Bouvet de Guy Lefranc : Denis
- 1979 : 1947 d'André Lubtchansky : le ministre Philip
- 1979 : Messieurs les jurés, épisode L'Affaire Lezay d'Alain Franck : Aubier
- 1980 : Dickie-Roi de Guy Lefranc : le chauffeur du car
- 1980 : Les Mauvais Chiens de Guy Lefranc : un quidam
- 1980 : Les Maupas de Daniel Moosmann : Léon Varger
- 1980 : Arsène Lupin joue et perd (813) d'Alexandre Astruc : Marco
- 1980 : Julien Fontanes, magistrat - épisode : Les mauvais chiens de Guy Lefranc
- 1980 : Petit déjeuner compris (feuilleton en 6 épisodes) de Michel Berny : Gaubert
- 1981 : Allons voir si la rose de Bernard Toublanc-Michel : le boulanger amoureux
- 1981 : Les Enquêtes du commissaire Maigret, épisode Le Pendu de Saint-Pholien d'Yves Allégret : Boulu
- 1981 : L'inspecteur mène l'enquête, épisode Trois de chute de Guy Saguez : Marcel Grimbert
- 1981 : Salut champion, épisode La Course du roi Louis de Serge Friedman : le patron du bar des Champions
- 1982 : Pauvre Eros de Georges Renier : Un agent de police
- 1982 : Les Voyageurs de l'histoire de Jacques Martin : le sergent recruteur
- 1983 : Racontez moi une histoire, épisode La Valise noire de Boramy Tioulong : le bagagiste
- 1983 : Billet doux de Michel Berny : le chauffeur de taxi
- 1983 : Venise attendra de Daniel Martineau : le routier
- 1984 : Le Rébus d'Alain Boudet : un mécano
- 1984 : La Famille Bargeot de Gérard Thomas : M. Ghanassa
- 1985 : Marie Pervenche de Claude Boissol : un maton
- 1985 : Sex machine de Jean-Louis Cap : le drogué
- 1985 : Espionne et tais-toi de Claude Boissol : le patron du café
- 1986 : Azizah, la fille du fleuve de Patrick Jamain : Jasmin
- 1986 : Bonjour maître de Denys de La Patellière : un avocat
- 1987 : Les Enquêtes du commissaire Maigret, épisode : Les Caves du Majestic réalisé par Maurice Frydland : Jean de Cannes
- 1987 : Les Chevaliers du ciel de Patrick Jamain :  Gauthier
- 1987 : Le Standard en folie de Jean-Luc Leon : personnages divers
- 1987 : Maigret et le Voleur paresseux de Jean-Marie Coldefy : le Grand Fernand
- 1988 : Constance et Vicky de Jean-Pierre Provost : le Borgne
- 1988 : Marc et Sophie de Didier Albert : un client
- 1988 : Le Congrès de Claude Guillemot : Mortier, le directeur
- 1988 : L'Homme qui vivait au Ritz de Desmond Davis : Cressier
- 1988 : La Famille Astro de Gérard Lespinasse : un truand corse
- 1988 : Vivement lundi ! de Jean-Pierre Provost : le vendeur de voitures
- 1988 : Intrigues, épisode Chère Léa de Stéphane Bertin : Robert
- 1988 : Intrigues, épisode Et Emma, aima d'Abder Isker : Albert
- 1988 : Intrigues, épisode Michel, Michel de Claude Deflandres : Michel
- 1988 : La Partie de poker de Gérard Lespinasse : un joueur
- 1988 : Mon capitaine de Gérard Lespinasse. : le concierge
- 1989 : Intrigues, épisode Attention au clown de Philippe Gallardi : Roland
- 1989 : Intrigues, épisode Visite Matinale Philippe Gallardi :  Butard
- 1989 : Quatre pour un loyer, épisode Le Routier sympa de Georges Barrier : Paulo
- 1990 : Passions, épisode En plein dans le mille d'Abder Isker : Marquet
- 1990 : Intrigues (Papa) de Jean-françois Clere : Le père
- 1990 : Passions, épisode Le Casse du siècle de Philippe Gallardi : Lucien
- 1991 : Cas de divorce, épisode Monplaisir/Monplaisir de Gérard Lespinasse : Justin Montplaisir
- 1991 : Navarro, épisode Enlèvement demandé de Patrick Jamain : l'escroc
- 1991 : Intrigues, épisode L'Incriminée d'Éric Le Hung : Dutrieu
- 1991 : Commissaire Moulin, épisode L'Ours vert d'Yves Rénier : le patron du stand de tir
- 1991 : Tribunal de Gérard Lespinasse : maître Fournier
- 1992 : Intrigues, épisode Les Mots doux de Selim Isker : Vincent
- 1992 : Passions, épisode Pair impair et gagne de Jean-Marie Goldefy : le fleuriste
- 1992 : Intrigues, épisode Scarlett de Jean-François Clere : Édouard
- 1993 : Kleber, épisode Le Baladeur de Patrick Jamain : Le Brigadier de police
- 1994 : Madame le Proviseur, épisode Boycott de José Pinheiro : le maître d'œuvre
- 1994 : Le Vrai Journal de Christian Meyrey-Palmer : le négociateur
- 1994 : Match (téléfilm) d'Yves Amoureux : Campeau
- 1995 : Terrain glissant de Joyce Buñuel : Perret
- 1995 : Premiers baisers de Daniel Gil : un copain de régiment
- 1995 : Les Cinq Dernières Minutes, épisode Le Quincaillier amoureux de Jean Marbœuf : Jean Le Fur
- 1996 : Madame le Proviseur, épisode Le LEP de Jean Marbœuf : Lagache
- 1996 : Tribunal d'exception de Patrick Sébastien : un faux témoin
- 1996 : Jamais deux sans toi, épisode Les Amazones zonent de Bernard Dumont : Gaubert
- 1997 : Julie Lescaut, épisode Abus de pouvoir d'Alain Wermus : Briec
- 1997 : La Guerre des moutons de Remy Burkel : Georges Drue
- 1997 : Dossiers disparus, épisode Bouboule de Fred Demont : le père de Cédric
- 1997 : Commandant Nerval, épisode Opération arc de triomphe d'Arnaud Sélignac : le commissaire aux courses
- 1997 : Le Dernier Été de Claude Goretta : Xavier vallat
- 1997 : Le Vrai Journal de Patrick Poubel : le ministre de la Santé
- 1998 : Victor Schœlcher de Paul Vecchiali : Pichard
- 1998 : Cap des Pins de Pascal Heylbroeck :  le poissonnier
- 1998 : Le Frère irlandais de Robin Davis : Boneville
- 1998 : Le Vrai Journal de Bruno le Jean : le notaire
- 1999 : Commissaire Moulin, épisode Passage protégé d'Yves Rénier : l'osthéopate
- 2000 : Commissaire Moulin, épisode Une protection rapprochée de Gilles Béhat : Schneider
- 2000 : Une femme d'honneur, épisode Mort clinique d'Alain Bonnot : Becker
- 2000 : H de Éric Lartigau : l'égoutier
- 2001 : Sauveur Giordano de Pierre Joassin : le chauffeur de taxi
- 2001 : Un gars, une fille d'Isabelle Camus : Raymond le père de Jean
- 2001 : Petit Homme de Laurent Jaoui : l'inspecteur de police
- 2002 : Police District de Jean-Teddy Filippe : le patron du Dépôt Vente
- 2002 : Navarro, épisode Marchand d'hommes de Patrick Jamain : Bernard Merand
- 2002 : L'Amour dangereux de Steve Suissa : Max
- 2004 : Cyrano de Ménilmontant de Marc Angelo : Porchet
- 2005 : Avocats et Associés, épisode Le Coup de grâce de Denis Malleval : maître Gilbert Zermati
- 2007 : Boulevard du palais de Christian Bonnet : le grand-père Baudoin
- 2008 : Section de recherches, épisode Baby sitter de Jean-Luc Breitenstein : Gilles Jacquin
- 2009 : Blanche Maupas de Patrick Jamain : le ministre de la Justice
- 2012 : Le Jour où tout a basculé, épisode Ménage, Amour et Héritage de Sylvain Ginioux : Maître Maillard
- 2012 : Le Jour où tout a basculé, épisode Le Duel de Sylvain Ginioux : Maître Maillard
- 2012 : Le Jour où tout a basculé, épisode Des Dorures... Au placard ! de Sylvain Ginioux : Maître Maillard
- 2015 : L'Amour à 200 mètres, épisode Marion et Antoine de Adeline Darraux : François
- 2016 : Face au diable de Lionel Mougin : le client du Lavomatic
- 2016 : 13 h 15, le dimanche, rubrique Verbatim 3 de Jean-Teddy Filippe : Jean-Marie Le Pen
- 2021 : Game  of Talents de Jarry : le bateleur
- 2022 : Balthazar de Vincent Jamain :

## Doublage

### Cinéma

#### Films d'animation
- 1971[n 1] : L'Île au Trésor[6] : ? (2e doublage)
- 1985[n 2] : 20.000 Lieues sous les Mers[7] : Ned Land (2e doublage)
- 1985[n 3] : Robotix[8] : ?
- 1988[n 4] : Le Tour du monde en quatre-vingts jours[9] : Fix (1er doublage)
- 1996 : Beavis et Butt-Head se font l'Amérique : voix additonnelle
- 2005 : Barbie et le Cheval magique : Ollie le géant
- 2006 : La ferme en folie : Porc le cochon (1er doublage)
- 2011 : La Colline aux coquelicots : le président Tokumaru
- 2011 : Cars 2 : Mel Dorado
- 2012 : Les Mondes de Ralph : M. Litwak
- 2012 : Ernest et Célestine : Georges
- 2014 : Le Conte de la princesse Kaguya : Mikado
- 2016 : Lego DC Comics Super Heroes: Justice League : S'évader de Gotham City : Bane
- 2016 : Batman Unlimited : Machines contre Mutants : Bane
- 2016 : Rock Dog : Fleetwood Yak
- 2016 : La Ligue des justiciers vs. les Teen Titans : Solomon Grundy et Atomic Skull
- 2018 : Batman: Gotham by Gaslight : Harvey Bullock
- 2018 : Suicide Squad : Le Prix de l'enfer : Tobias Whale (en)
- 2018 : Dragon Ball Super: Broly : le roi Végéta
- 2018 : Ralph 2.0 : M. Litwak
- 2023 : L'Étrange Noël du Petit Batman : ?

### Télévision

#### Téléfilms
- 1993 : Petits Cauchemars avant la nuit : Richard Coberts (Stacy Keach)
- 1999 : The Jack Bull : le juge Joe B. Tolliver (John Goodman)
- 2001 : Trois souris aveugles : Matthew Hoge (Brian Dennehy)
- 2012 : L'Impensable Vérité : Jonathan (Paul Sorvino)
- 2013 : La Petite Fille aux miracles : Wally (Frank Gerrish)

#### Séries télévisées
- William Lucking[5] dans :
  - Sons of Anarchy (2008-2011) : Piermont « Piney » Winston (49 épisodes)
  - Mentalist (2010) : le juge Hildred (saison 2, épisode 19)
  - Switched (2013) : Bill Kennisch (saison 2, épisodes 5 et 18)
  - First Murder (2014) : James Harbach (saison 1, épisodes 1 et 9)

- Paul Sorvino dans :
  - Une famille presque parfaite (2004-2006) : Al Miller[10]
  - Esprits criminels : Unité sans frontières (2017) : Dr Dominico Scarpa (saison 2, épisode 2)

- John Goodman dans :
  - The Righteous Gemstones (depuis 2019) : Dr Eli Gemstone (18 épisodes - en cours)
  - Monarch: Legacy of Monsters (2023) : William « Bill » Randa âgé

- 1992-2010[11]  : Inspecteur Frost : Georges Toolan (John Lyons)[10]
- 2002-2003 : Los Angeles : Division homicide : le sergent Alfred Simms (Barry Shabaka Henley)
- 2007-2009 : 30 Rock : Don Geiss (Rip Torn)
- 2010-2015 : Parenthood : Zeek Braverman (Craig T. Nelson)
- 2011 : The Defenders : le juge Max Hunter (Dan Aykroyd)
- 2012 : NYC 22 : l'inspecteur Tommy Luster (Skipp Sudduth)
- 2013 : Blue Bloods : Richie Tomlin (Vincent Pastore)
- 2013-2014 : Borgia : Carlo Canale (Robert Polo) (2e voix, saisons 2-3)
- 2014 : Black Sails : Albinus (Garth Collins) (saison 1)
- 2014-2015 : Le Quatrième Homme : Evert Bäckström (Claes Malmberg (sv))
- 2019 : Dark : Adam (Dietrich Hollinderbäumer)
- 2019 : Brigada Costa del Sol (en) : le commissaire (Juan Manuel Lara (es))
- 2019 : True Detective : le chef Warren (Gareth Williams) (saison 3)
- 2020 : Home Before Dark : M. Sipple (James Sanders)
- depuis 2021 : The Morning Show : Earl (Jack Conley)
- 2022 : Copenhagen Cowboy : Miroslav (Zlatko Burić)
- 2022 : La Unidad : Grand-père [Qui ?]
- 2022-2023 : Winning Time: The Rise of the Lakers Dynasty (en) : Bill Sharman (Brett Cullen) (17 épisodes)
- 2023 : Hello Tomorrow! : Sal (Michael J. Harney)
- 2023 : La Maison allemande (de) : Oswald Kaduk (Hilmar Eichhorn) (mini-série)

#### Séries d'animation
- 1978-1983[n 5] : Les Nouvelles Aventures de Popeye[12] : Brutus (2e doublage)
- 1979-1980[n 6] : Ultraman II : Les nouvelles aventures[13] : le narrateur (1er doublage)
- 1985[n 3] : Bigfoot et les Machines Musclées[14] : Sly
- 1986[n 3] : Inhumanoids[15] : voix additionnelles
- 1995[n 7] : Slayers : Rodimas
- 1995-1996[n 8] : Neon Genesis Evangelion : un membre de Seele (2e doublage)
- 1998[n 9] : Alexander : Parménion
- 1998-1999[n 10] : Neoranga[16] : Shuoka
- 1999[n 7] : Blue Gender : Victor, le président du conseil
- 1999-2004 : Famille Pirate : Dr Spratt
- 2001[n 11] : Cosmowarrior Zero : La Jeunesse d'Albator : Unabara
- 2002[n 12] : Abenobashi Magical Shopping Street : Papy Masa
- 2002 : Gun Frontier : Masterson
- 2003 : Submarine Super 99 : Dr Juko Oki
- 2004-2005[n 13] : Monster : Dr Leichwein
- 2012[n 14] : JoJo's Bizarre Adventure : Dario Brando
- 2013 : Dofus : Aux trésors de Kerubim : le capitaine Pandawa[n 15] (épisode 50)
- 2013 : La Légende de Korra : Iroh
- 2013 : One Piece : Breed (épisodes 625-628)
- 2013-2017 : Oncle Grandpa : M. Gus
- 2014 : Cars Toon : Sandy Dunes
- 2015-2018[n 16] : Dragon Ball Super : voix additionnelles
- 2019 : Levius : Zack
- 2019 : Scooby-Doo et devinez qui ? : le directeur du musée[n 15] (épisode Y a-t-il un pilote dans l'Urkel-bot ?)
- 2020 : Star Wars: The Clone Wars : l'amiral Trench
- 2022 : Urusei Yatsura : voix additionnelles
- 2023 : Vinland Saga : ? (doublage Netflix)
- depuis 2023 : Futurama : Morbo, Dr Gary Kind et voix additionnelles
- 2024 : Tower of God : voix additionnelles

### Jeux vidéo
- 1997 : Dreams to Reality : voix diverses[n 17]
- 1998 : Ubik : Joe Chip[n 17]
- 1999 : Tomb Raider : La Révélation finale : Sémerkhet et le sergent Azeza
- 2001 : Evil Twin: Cyprien's Chronicles : Lenny[n 17]
- 2001 : L'Ombre de Zorro : Don Alejandro De La Vega
- 2002 : Warcraft III: Reign of Chaos (première VF) : Grommash Hurlenfer.
- 2002 : Spiderman : Shocker
- 2003 : Crash Nitro Kart : l'empereur Vélo XXVII
- 2004 : World of Warcraft : Jhom the Mad, Maladaar, Ragnaros, Detheroc et Archimonde
- 2004 : Spyro: A Hero's Tail : Gros-Sous, Gnasty Gnorc, Bentley, le mammouth
- 2005 : Myst V: End of Ages : Esher
- 2005 : CT Special Forces: Fire for Effect : General Banner
- 2005 : Star Wars: Battlefront II : Jango Fett et Boba Fett
- 2005 : Madagascar : Maurice
- 2005 : Le Monde de Narnia : Le Lion, la Sorcière blanche et l'Armoire magique : M. Castor
- 2006 :  Gears of War : Damon Baird
- 2006 : Gothic 3 : voix diverses
- 2006 : The Elder Scrolls IV: Oblivion : Nordique et Orque
- 2006 : Dreamfall: The Longest Journey : Maitre de Kian Alvane
- 2007 : Assassin's Creed : Majd Addin[n 17]
- 2007 : Mass Effect : voix diverses
- 2007 : Nostradamus : La Dernière Prophétie : Nostradamus
- 2007 : The Witcher : Zoltan Chivay
- 2007 : Transformers : Le Jeu : Ironhide
- 2007 : Pirates des Caraïbes : Jusqu'au bout du monde : Joshamee Gibbs
- 2008 : Fable 2 : Chien Fou McGraw « L'étrangleur »
- 2008 : Gears of War 2 : Damon Baird et Taï Kaliso
- 2008 : Sam and Max : Au-delà du temps et de l'espace : Pépé Stinky
- 2008 : Mirror's Edge : Travis « Ropeburn » Burfield
- 2009 : League of Legends : Braum
- 2009 : Transformers : La Revanche : Ironhide
- 2009 : Brütal Legend : le Baron
- 2009 : Dragon Age: Origins : Pyral Harrowmont
- 2010 : BioShock 2 : voix additionnelles
- 2010 : Fallout: New Vegas : chef Hanlon
- 2010 : Mafia 2 : le capitaine Terrence Stone
- 2010 : Mass Effect 2 : voix additionnelles
- 2010 : StarCraft 2: Wings of Liberty : Templier Noir, Rory Swann
- 2010 : Transformers : La Guerre pour Cybertron : Optimus Prime et Cyclonus (NDS)
- 2010 : Army of Two : Le 40e Jour : Jonah Wade
- 2011 : Dungeon Siege III : voix additionnelles
- 2011 : Killzone 3 : le capitaine Jason Narville
- 2011 : Gears of War 3 : Damon Baird et Taï Kaliso
- 2011 : Star Wars: The Old Republic[5] : Baron Mark Demort et Tanno Vik[n 17]
- 2011 : The Elder Scrolls V: Skyrim : Barbas
- 2011 : The Witcher 2 : Zoltan Chivay et Gridley[n 17]
- 2011 : Crysis 2 : Sherman Barclay
- 2011 : Transformers 3 : La Face cachée de la Lune : Optimus Prime
- 2012 : Borderlands 2 : Earl le Fou, Le Capitaine Cabrera
- 2012 : Lego Le Seigneur des anneaux : Sylvebarbe
- 2012 : Mass Effect 3 : voix additionnelles
- 2012 : Hitman: Absolution : Benjamin Travis
- 2012 : Game of Thrones : Le Trône de fer : Gorold
- 2012 : Transformers: Prime - The Game : Optimus Prime
- 2013 : BioShock Infinite : Jeremiah Fink
- 2013 : Gears of War: Judgment : Damon Baird, Taï Kaliso
- 2013 : Puppeteer : le capitaine Boulette
- 2013 : Ryse: Son of Rome : Neron
- 2014 : Destiny : voix additionnelles
- 2014 : Firefall : voix additionnelles
- 2014 : Hearthstone : Ragnaros
- 2014 : Sunset Overdrive : voix additionnelles
- 2014 : The Elder Scrolls Online : Breton male, Nordique male
- 2015 : The Witcher 3 : Zoltan[n 17]
- 2016 : Final Fantasy XV : voix additionnelles[n 17]
- 2016 : Gears of War 4 : Damon Baird et Taï kaliso
- 2016 : Overwatch[4] : Reinhardt
- 2016 : Heroes of the Storm : Ragnaros
- 2016 : Orcs : Barracks
- 2017 : Destiny 2 : voix additionnelles
- 2017 : StarCraft: Remastered : Dark Templar[n 17]
- 2017 : Call of Duty: WWII : voix additionnelles
- 2017 : La Terre du Milieu : L'Ombre de la guerre : voix additionnelles[n 17]
- 2018 : Far Cry 5 : Hurk Drubman Sr[n 17]
- 2018 : Detroit: Become Human : Zlatko Andronikov
- 2018 : Mountain : Male old - Male rough
- 2018 : Total War Arena : Crixus
- 2018 : Spyro Reignited Trilogy : Richard / Gros-Sous
- 2018 : Pure Farming : Voice Over
- 2018 : Darksiders III : Lord of the hollows
- 2018 : Prey: Mooncrash : voix additionnelles[n 17]
- 2019 : Rage 2 : le général Cross[n 17]
- 2019 : Blood and Truth : Tony Sharp
- 2019 : Crash Team Racing: Nitro-Fueled : Zem et l'empereur Vélo XXVII
- 2019 : Gears 5 : Damon Baird
- 2020 : Resident Evil 3 Remake : Mikhail Victor[n 17]
- 2020 : Final Fantasy VII Remake : Don Corneo
- 2020 : Legends of Runeterra : Braum
- 2020 : Assassin's Creed Valhalla : Suttungr[n 17]
- 2020 : Hyrule Warriors : L'Ère du Fléau : Astor[n 17]
- 2020 : Star Wars: Squadrons : le capitaine Amos[n 17]
- 2021 : New World : divers personnages
- 2022 : Lost Ark : voix additionnelles
- 2022 : Overwatch 2 : Reinhardt
- 2023 : Atomic Heart : Molotov
- 2024 : Final Fantasy VII Rebirth : Don Cornéo